# Carlos Munutti
Carlos Alberto Munutti (Villa Eloísa (provincia de Santa Fe), 27 de agosto de 1951; Rosario, 14 de febrero de 2018) fue un futbolista argentino; se desempeñó en el puesto de arquero y su primer equipo fue Rosario Central.

## Trayectoria
Su debut como jugador profesional sucedió el 4 de abril de 1973, en el partido válido por la 5.ª jornada del Campeonato Metropolitano; Rosario Central goleó en el clásico rosarino a Newell's Old Boys por 4-1 en Arroyito, con Ángel Tulio Zof como entrenador. Durante este certamen disputó otros nueve cotejos. Siendo suplente de Carlos Biasutto, jugó dos partidos en el Campeonato Nacional de ese mismo año en el cual Central se coronó campeón. Durante la temporada siguiente sumó una sola presencia, dando por terminado su ciclo en el club al finalizarla, totalizando 13 partidos jugados en el canalla.
Su siguiente destino fue Argentinos Juniors, equipo en el que se desempeñó desde 1975 hasta mediados de 1979; en el bicho colorado fue compañero de Diego Maradona y alcanzó a disputar 195 encuentros. Tuvo después pasos fugaces por Huracán y Talleres de Córdoba, hasta que logró asentarse dos años como titular en Instituto. Se lució particularmente en un partido ante Boca Juniors en La Bombonera al atajarle dos penales a Miguel Brindisi; la Gloria ganaría con un gol de Oscar Dertycia. Tras un clásico Instituto-Talleres, Munutti denunció a los jugadores rivales Rubén Guibaudo y Carlos Morete de un intento de soborno, aunque el caso nunca se investigó.

### Colombia
Emigró luego al fútbol colombiano; tuvo primeramente un paso importante por Once Caldas, por entonces denominado Cristal Caldas. Entre 1983 y 1985 disputó 127 partidos y marcó un gol, a Independiente Santa Fe el 28 de mayo de 1985 y de tiro penal (triunfo 1-0). Un episodio con el en aquel momento arquero de América de Cali Julio César Falcioni grafica su carácter extrovertido por el cual recibió el apodo de Loco; en la previa de un partido a jugarse en Cali, declaró que si Falcioni le marcaba un gol volvería caminado a Manizales. El tanto fue convertido por el guardamenta de los diablos rojos, y al ser consultado Munutti por su promesa declaró: Caminando, no. Soy loco pero no bobo. Con el equipo blanco blanco obtuvo la Copa de la Paz en 1983, correspondiente a la primera etapa del campeonato colombiano de dicha temporada. En 1986 pasó a Deportivo Pereira, sumando 33 presencias en este club.

## Fallecimiento
El 14 de febrero de 2018 falleció en Rosario a los 66 años de edad a causa de una afección pulmonar.

## Clubes
| Club                 | País      | Año       |
| -------------------- | --------- | --------- |
| Rosario Central      | Argentina | 1973-1974 |
| Argentinos Juniors   | Argentina | 1975-1979 |
| Huracán              | Argentina | 1979      |
| Talleres de Córdoba  | Argentina | 1980      |
| Instituto de Córdoba | Argentina | 1980-1982 |
| Cristal Caldas       | Colombia  | 1983-1985 |
| Deportivo Pereira    | Colombia  | 1986      |

## Palmarés

### Torneos nacionales
| Título           | Equipo                | País      | Año    |
| ---------------- | --------------------- | --------- | ------ |
| Primera División | C. A. Rosario Central | Argentina | N-1973 |